# Kostja
Kostja je moško osebno ime.

## Izvor imena
Ime Kostja je različica moškega osebnega imena Konstantin.

## Pogostost imena
Po podatkih Statističnega urada Republike Slovenije je bilo na dan 31. decembra 2007 v Sloveniji število moških oseb z imenom Kostja: 44.

## Osebni praznik
Osebe z imenom Kostja lahko godujejo takrat kot osebe z imenom Konstantin.